# Saint-Léger-lès-Authie
‘’’Saint-Léger-lès-Authie ’’’ là một xã ở tỉnh Somme, vùng Hauts-de-France, Pháp.

## Địa lý
A small village, Xã này có cự ly khoảng 17 dặm Anh về phía đông bắc của Amiens, trên đường D152 và hai bên bờ sông Authie, giáp ranh với Pas-de-Calais.

## Dân số
| 1962                                                                             | 1968 | 1975 | 1982 | 1990 | 1999 |
| -------------------------------------------------------------------------------- | ---- | ---- | ---- | ---- | ---- |
| 91                                                                               | 102  | 88   | 82   | 92   | 98   |
| Census count starting from 1962 Source=INSEE: Population without double counting |      |      |      |      |      |